# Lydie Schmit
Lydie Cathérine Schmit (ur. 31 stycznia 1939 w Esch-sur-Alzette, zm. 7 kwietnia 1988) – luksemburska polityk i nauczycielka, parlamentarzystka krajowa, posłanka do Parlamentu Europejskiego II kadencji, w latach 1974–1980 przewodnicząca Luksemburskiej Socjalistycznej Partii Robotniczej (LSAP).

## Życiorys
Wychowywała się w Schifflange, gdzie w 1952 ukończyła szkołę podstawową. W latach 1952–1959 uczęszczała do szkoły średniej w Esch-Alzette. Następnie rozpoczęła studia w Dijon, jednakże w 1962 przeniosła się na Uniwersytet w Heidelbergu. Przerwała studia z uwagi na problemy finansowe, pracowała jako nauczycielka prywatnych szkołach katolickich. Uzyskane środki pozwoliły jej na studia na uczelniach w Nancy i Heidelbergu. Doktoryzowała się w 1970.
Zaangażowała się w działalność polityczną w ramach Luksemburskiej Socjalistycznej Partii Robotniczej. Na początku lat 70. zaangażowana w utworzenie socjalistycznej organizacji kobiecej. W 1973 została objęła funkcję wiceprzewodniczącej LSAP (pozostałymi wiceprzewodniczącymi zostali wówczas Bernard Berg oraz Robert Krieps). W 1974, gdy lider partii stanął na czele parlamentu, a dwóch pozostałych wiceprzewodniczących objęło stanowiska rządowe, Lydie Schmit została wybrana na nową przewodniczącą swojego ugrupowania. Funkcję tę pełniła do 1980. W 1975 wybrana po raz pierwszy na radną Schifflange, w samorządzie lokalnym zasiadała do czasu swojej śmierci. Działała w Międzynarodówce Socjalistycznej, w 1980 została przewodniczącą związanej z nią organizacji kobiet.
W 1979 weszła w skład Izby Deputowanych. W wyborach w 1984 uzyskała mandat posłanki do Parlamentu Europejskiego II kadencji. W PE była wiceprzewodniczącą Grupy Socjalistów, pracowała w Komisji ds. Rozwoju i Współpracy, Komisji ds. Kwestii Politycznych oraz Komisji ds. Praw Kobiet. Również w 1984 zdiagnozowano u niej nowotwór płuc. Na skutek tej choroby zmarła 7 kwietnia 1988.